# Маломіньківська сільська рада
Маломіньківська сільська рада — колишня адміністративно-територіальна одиниця та орган місцевого самоврядування у Базарському, Народицькому, Овруцькому та Малинському районах Коростенської, Волинської округ, Київської, Житомирської областей Української РСР з адміністративним центром у с. Малі Міньки.

## Населені пункти
Сільській раді на момент ліквідації були підпорядковані населені пункти:
- с. Звіздаль
- с. Малі Міньки
- с. Рудня-Осошня
- с. Шишелівка

## Населення
Кількість населення ради, станом на 1923 рік, становила 1 809 осіб, кількість дворів — 364.
Кількість населення сільської ради, станом на 1924 рік, становила 1 898 осіб.
Станом на 1 жовтня 1941 року в сільраді налічувалось 358 дворів, з 1 359 мешканцями в них, в тому числі: чоловіків — 590 та жінок — 669.

## Історія та адміністративний устрій
Утворена 1923 року в складі сіл Малі Міньки, Рудня-Осошня, Хрипля та Шишелівка Базарської волості Овруцького повіту Волинської губернії. 7 березня 1923 року увійшла до складу новоутвореного Базарського району Коростенської округи. Станом на 16 грудня 1926 року на обліку перебував хутір Осовець, котрий, на 1 жовтня 1941 року, знято з обліку.
Станом на 1 вересня 1946 року сільська рада входила до складу Базарського району Житомирської області, на обліку в раді перебували села Малі Міньки, Рудня-Осошня, Хрипля та Шишелівка.
11 серпня 1954 року до складу ради було включене с. Звіздаль ліквідованої Звіздальської сільської ради. 2 вересня 1954 року с. Хрипля було передане до складу Малокліщівської сільської ради Базарського району. 21 січня 1959 року, в зв'язку з ліквідацією Базарського району, сільську раду було передано до складу Народицького району. 30 грудня 1962 року, вже через ліквідацію району Народицького, рада відійшла до складу Овруцького району.
4 січня 1965 року, відповідно до указу Президії Верховної ради УРСР «Про внесення змін в адміністративне районування Української РСР», сільська рада увійшла до складу Малинського району. 5 лютого 1965 року, указом Президії Верховної ради УРСР "Про внесення змін до Указу Президії Верховної Ради Української РСР від 4 січня 1965 року «Про внесення змін в адміністративне районування Української РСР», рада була повернута до складу Овруцького району. 8 грудня 1966 року, після відновлення Народицького району, сільрада була включена до його складу.
Станом на 1 січня 1972 року сільрада входила до складу Народицького району Житомирської області, на обліку в раді перебували села Звіздаль, Малі Міньки, Рудня-Осошня та Шишелівка.
22 квітня 1985 року адміністративний центр перенесено до с. Звіздаль з перейменуванням сільської ради на Звіздальську.